# Oostenrijkse presidentsverkiezingen 1980
De zevende verkiezingen voor een bondspresident tijdens de Tweede Oostenrijkse Republiek vonden op 18 mei 1980 plaats.
De kandidatuur van zittend bondspresident Rudolf Kirchschläger (partijloos) werd gesteund door de Sozialistische Partei Österreichs (SPÖ) en de Österreichische Volkspartei (ÖVP). Tegenkandidaten waren Willfried Gredler van de Freiheitliche Partei Österreichs (FPÖ) en de neonazi Norbert Burger van de Nationaldemokratische Partei (NDP).

## Uitslag
Rudolf Kirchschläger won de verkiezingen en kreeg 79,9% van de stemmen. Nog niet eerder tijdens de geschiedenis van de Tweede Republiek won een kandidaat zo afgetekend de presidentsverkiezingen als de populaire Kirchschläger.
| Kandidaat | Kandidaat                   | Partij                                 | Stemmen   | Percentage |
| --- | --------------------------- | -------------------------------------- | --------- | ---------- |
| | Rudolf Kirchschläger        | Partijloosa                            | 3.538.748 | 79,9%      |
| | Willfried Gredler           | Freiheitliche Partei Österreichs (FPÖ) | 751.400   | 16,9%      |
| | Norbert Burger              | Nationaldemokratische Partei (NPD)     | 140.741   | 3,2%       |
| Ongeldige en blanco stemmen                                                                                    | Ongeldige en blanco stemmen |                                        | 348.165   | —          |
| Totaal (Opkomst 91,63%)                                                                                        | Totaal (Opkomst 91,63%)     |                                        | 4.779.054 | 100%       |
| a Kandidatuur gesteund door de Sozialistische Partei Österreichs (SPÖ) en de Österreichische Volkspartei (ÖVP) |                             |                                        |           |            |

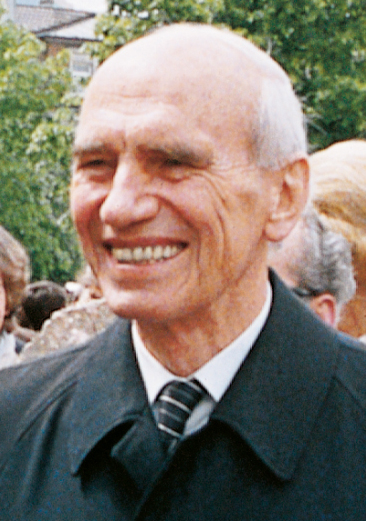
Rudolf Kirchschläger